# Салгирка (село)
Салги́рка (укр. Салгирка, крымскотат. Salgirka, Салгирка) — село в Красногвардейском районе Республики Крым в составе Пятихатского сельского поселения (согласно административно-территориальному делению Украины — Пятихатского сельского совета Автономной Республики Крым).

## Население
| 2001 | 2014 |
| ---- | ---- |
| 9    | ↘1   |

### Динамика численности
| - 1915 год — 14/30 чел. - 1926 год — 75 чел. - 1939 год — 75 чел. - 1989 год — 12 чел. | - 2001 год — 9 чел. - 2009 год — 10 чел. - 2014 год — 1 чел. |

## Современное состояние
На 2017 год в Салгирке числится 1 улица — Салгирная; на 2009 год, по данным сельсовета, село занимало площадь 11,8 гектара на которой, в 2 дворах, проживало 10 человек. По данным Генерального плана на 2024 год площадь села составляет 13,9 га. Село связано автобусным сообщением с райцентром и соседними населёнными пунктами.
Салгирка — село в центральной части района, в степном Крыму, на левом берегу Салгира в устье балки Чонграв, высота центра села над уровнем моря — 56 м. Расположено в 1,5 км на северо-восток от села Пятихатка. Расстояние до райцентра — около 26 километров (по шоссе), ближайшая железнодорожная станция — Элеваторная — примерно в 15 километрах.

## История
Салгирка впервые упоминается в энциклопедическом словаре «Немцы России», как немецкий меннонитский хутор неких Валла К. К. и Фаста Г. Г., в Табулдинской волости Симферопольского уезда (дата основания не указана). По Статистическому справочнику Таврической губернии. Ч.II-я. Статистический очерк, выпуск шестой Симферопольский уезд, 1915 год, на хуторе Валла К. К. и Фаста Г. Г. Салгирка Табулдинской волости Симферопольского уезда числилось 2 двора с немецким населением в количестве 14 человек приписных жителей и 30 — «посторонних».

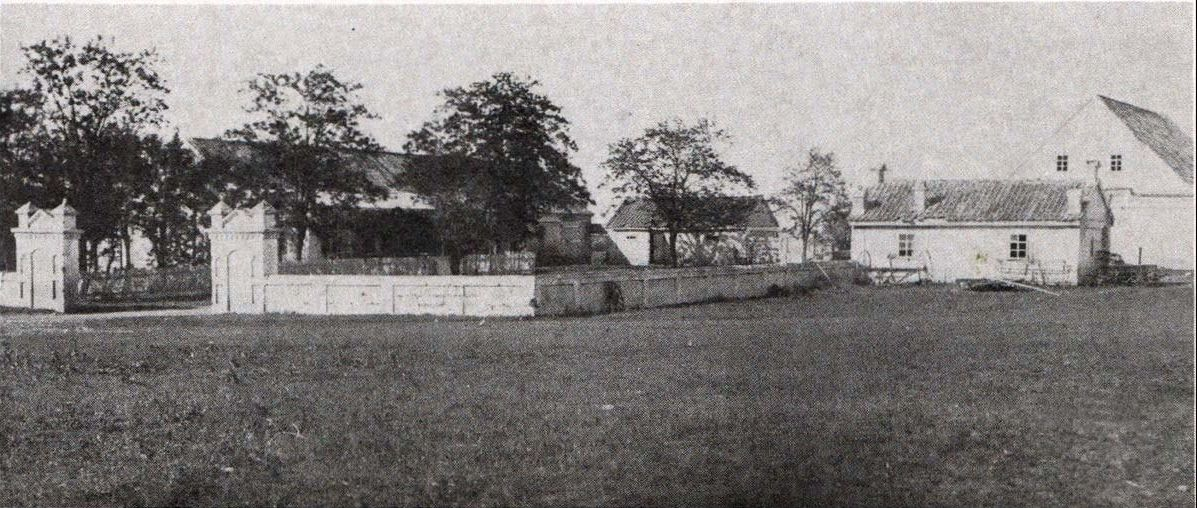
Хутор Салгирка, 1918 год.

После установления в Крыму Советской власти и учреждения 18 октября 1921 года Крымской АССР, в составе Симферопольского уезда был образован Биюк-Онларский район, в состав которого включили село. В 1922 году уезды получили название округов. 11 октября 1923 года, согласно постановлению ВЦИК, в административное деление Крымской АССР были внесены изменения, в результате которых был ликвидирован Биюк-Онларский район и село включили в состав Симферопольского. Согласно Списку населённых пунктов Крымской АССР по Всесоюзной переписи 17 декабря 1926 года, на хуторе Салгирка, Бешуй-Элинского сельсовета (в котором село состоит всю дальнейшую историю) Симферопольского района, числился 1 двор, население составляло 75 человек, из них 43 русских, 22 украинца, 3 немца, 3 еврея, 1 грек. Постановлением ВЦИК «О реорганизации сети районов Крымской АССР» от 30 октября 1930 года, был вновь создан Биюк-Онларский район, на этот раз — как национальный (лишённый статуса национального постановлением Оргбюро ЦК КПСС от 20 февраля 1939 года) немецкий, село, вместе с сельсоветом, включили в его состав. По данным всесоюзной переписи населения 1939 года в селе проживало 75 человек.
После освобождения Крыма от фашистов в апреле, 12 августа 1944 года было принято постановление № ГОКО-6372с «О переселении колхозников в районы Крыма» и в сентябре 1944 года в район приехали первые новоселы (57 семей) из Винницкой и Киевской областей, а в начале 1950-х годов последовала вторая волна переселенцев из различных областей Украины. С 25 июня 1946 года Салгирка в составе Крымской области РСФСР, а 26 апреля 1954 года Крымская область была передана из состава РСФСР в состав УССР. Время включения в Пятихатский сельсовет пока не установлено: на 15 июня 1960 года село уже числилось в его составе. Указом Президиума Верховного Совета УССР «Об укрупнении сельских районов Крымской области», от 30 декабря 1962 года, Октябрьский район был упразднён и Салгирку присоединили к Красногвардейскому. По данным переписи 1989 года в селе проживало 12 человек. С 12 февраля 1991 года село в восстановленной Крымской АССР, 26 февраля 1992 года переименованной в Автономную Республику Крым. С 21 марта 2014 года в составе Крыма аннексирована Россией.